# Kobylarka (Szczytniki)
Kobylarka – część wsi Szczytniki w Polsce, położona w województwie wielkopolskim, w powiecie kaliskim, w gminie Szczytniki.
W latach 1975–1998 Kobylarka należała administracyjnie do województwa kaliskiego.